# Japaratuba (tiểu vùng)
Japaratuba là một tiểu vùng thuộc bang Sergipe, Brasil. Tiều vùng này có diện tích 1444 km², dân số năm 2007 là 48652 người.